# Big Comic Superior
Big Comic Superior (ビッグコミックスペリオール, Biggu Komikku Superiōru) est un magazine de prépublication de mangas bimensuel de type seinen publié par la Shōgakukan depuis juillet 1987. Il appartient à la famille de magazine Big Comic. D'abord vendu comme un hors-série du Big Comic Original, il devient un magazine à part entière afin de trouver un lectorat entre les magazines Big Comic et Big Comic Original. Le tirage moyen est de 152.500 en 2012.

## Liste des séries
|  | Manga en inactivité |

| Titre                                                            | Auteur                                                              | Première publication |
| ---------------------------------------------------------------- | ------------------------------------------------------------------- | -------------------- |
| Ajii Chimonme Tsugi Aji (味いちもんめ -継ぎ味-)                  | Yoshimi Kurata (dessin), Rokukō Kube / Zenta Abe (scénario)         | décembre 2018        |
| Eisei Otome no Tatakaikata (永世乙女の戦い方)                    | Kuzushiro                                                           | avril 2019           |
| Otona no Seishun-kun (大人の青春くん)                            | Yasutaka Togashi                                                    | octobre 2008         |
| Gaishū Isshoku (ガイシューイッショク!)                           | Konomi Shikishiro                                                   | mai 2017             |
| Kidō Senshi Gundam Thunderbolt (機動戦士ガンダム サンダーボルト) | Yasuo Ōtagaki (dessin), Hajime Yatate / Yoshiyuki Tomino (scénario) | mars 2012            |
| Kotaro wa 1-ri Kurashi (コタローは1人暮らし)                     | Mami Tsumura                                                        | mars 2015            |
| Darling wa 76-sai (ダーリンは76歳)                               | Rieko Saibara                                                       | novembre 2014        |
| Taiyō to Tsuki no Hagane (太陽と月の鋼)                          | Daruma Matsuura                                                     | juin 2020            |
| Chizu ni nai basho (地図にない場所)                              | Yuki Andō                                                           | avril 2020           |
| Chi no Wadachi (血の轍)                                          | Shuzo Oshimi                                                        | février 2017         |
| Tsuma Kansatsu Nikki (妻観察日記)                                | Shigeyuki Fukumitsu                                                 | août 2020            |
| Trillion Game (トリリオンゲーム)                                 | Ryōichi Ikegami (dessin), Riichiro Inagaki (scénario)               | décembre 2020        |
| Natsume Arata no Kekkon (夏目アラタの結婚)                       | Tarō Nogizaka                                                       | juillet 2019         |
| Hurler Derby (ハーラーダービー)                                  | Akira Minakami (dessin), Yūji Moritaka (scénario)                   | mars 2020            |
| Harastration (ハラストレーション)                                | Katsunori Hara                                                      | juillet 2018         |
| Fool Night (フールナイト)                                        | Kasumi Yasuda                                                       | novembre 2020        |
| Phobia (フォビア)                                                | Yukiko Gotō (dessin), Katsunori Hara (scénario)                     | décembre 2020        |
| Football Nation (フットボールネーション)                         | Yuki Ōtake                                                          | décembre 2009        |
| Bokura wa Minna Ikite Yuku! (ボクらはみんな生きてゆく!)          | Hideki Akiyama                                                      | août 2020            |
| Mukashi no Hanashi (むかしのはなしシリーズ)                      | Taiyō Matsumoto                                                     | mai 2020             |
| Ramen Saiyuuki Shin (らーめん再遊記)                             | Hitoe Kawai (dessin), Rokurō Kube / Hideyuki Ishigami (scénario)    | février 2020         |